# Толстой Олексій Костянтинович
Олексій Костянтинович Толстой (5 вересня 1817, Петербург — 10 жовтня 1875) — російський письменник, поет, драматург, вихований на історичній Гетьманщині. Член-кореспондент Петербурзької Академії Наук.

## Ранні роки
Народився у Петербурзі. Батько — граф Костянтин Петрович Толстой, мати — Ганна Олексіївна Перовська, «вихованка» (позашлюбна дочка) графа О. К. Розумовського, сина останнього гетьмана України. Дитячі роки провів на Стародубщині у маєтку матері.
За допомогою друга Перовського — В. А. Жуковського — хлопчик був представлений теж восьмилітньому тоді наступникові престолу, згодом імператорові Олександру II, і був в числі дітей, що приходили до цісаревича по неділях для ігор. Відносини, що таким чином зав'язалися, тривали протягом усього життя Толстого.

## Творчість
Відомий в Російській імперії як автор вишуканих балад, сатиричних віршів в українській бароковій традиції, писав белетризовану прозу на історичну тематику (трилогія «Смерть Івана Грозного», «Цар Феодор Іванович» і «Цар Борис»), а найбільшу славу здобув через участь у літературній містифікації Козьма Прутков (колективний псевдонім трьох двоюрідних братів).
Найвизначніший літературний твір Толстого — історичний роман «Князь Срібний» (першодрук — 1862).
Писав, зокрема, ліричні поезії на українські теми.
Олексій Толстой клопотався за полегшення долі Т. Шевченка на засланні й сприяв його визволенню.

## Олексій Толстой і Стародубщина

Церква гетьмана Розумовського у Почепі.

Матір поета, Ганну Перовську, 15-річною дівчинкою можновладний батько, Олексій Розумовський, віддав заміж за старого вдівця графа Костянтина Толстого, брата російського скульптора Федора Толстого. Але нерівний шлюб не став тривалим. Відразу ж після народження сина Ганна Перовська покинула чоловіка та перебралася жити у свій маєток Красний Ріг під Почепом, на Стародубщині. Тут і в сусідніх Погорільцях промайнуло дитинство Олексія Толстого. Сам він писав про це так:
Ще шести тижнів від роду я був відвезений до Малоросії матір'ю моєю та моїм дядьком з боку матері, Олексієм Олексійовичем Перовським, що був пізніше опікуном Харківського університету і відомий в російській літературі під псевдонімом Антона Погорільського. Він мене виховав, і перші мої роки пройшли в його маєтку.
Але ще більше від дядькових Погорільців полюбив Альоша Толстой материн Красний Ріг, який усе своє життя вважав своєю справжньою батьківщиною, та неодноразово писав про це. Про свої дитячі літа у Красному Розі поет згадував так:
Я дуже рано звик до мрійливості, що незабаром перетворилася на яскраво виражену схильність до поезії. Багато сприяла цьому природа, серед якої я жив: повітря і вид наших великих лісів, пристрасно люблених мною, справили на мене глибоке враження, що наклало відбиток на мій характер і на все моє життя і що залишилося в мені і понині.
Любові хлопця до рідної Стародубщини вельми сприяв і його дядько — Антоній Погорільський, який тієї пори, коли жив у Красному Розі (а це траплялося дуже часто), знайомив свого племінника як зі чарівною стародубською природою, так і з місцевим людом. Потім Толстой згадував, як разом з дядьком слухали вони кобзарів та співали козацькі пісні у селах в околицях Почепу.

Сприяв Антоній Погорільський і європейському вихованню свого племінника. 1826 року побували вони у Німеччині та Італії. Враження від європейської та античної римської культури стало для Альоші Толстого настільки сильним, що як він згадував:
…після повернення до Росії я впав у справжню «тугу по батьківщині», у якийсь відчай, внаслідок якого я вдень нічого не хотів їсти, а ночами ридав, коли сни мене відносили в мій втрачений рай.
Любов та повагу до європейської культури у протилежність до азійської московської, зберіг Олексій Толстой на все своє життя. У юнацькі літа мрією Толстого стало побільше пожити у Європі, і 1836 року, склавши іспити у Московському університеті «по науках словесного факультету», він за допомогою своїх знатних родичів Перовських, був зачислений до складу російської місії при німецькому сеймі у Франкфурті-на-Майні, де й перебував декілька років. Але державна служба не вельми приваблювала Толстого, і він її залишає, мандруючи європейськими державами, іноді мешкаючи у Москві чи Петербурзі. Та з кожним роком туга за рідною Стародубщиною все більше сковувала серце нащадка гетьмана Розумовського, і він усе більше та більше розумів, що ні імперському Петербургу чи Москві належить його серце. Саме туга у чужій землі за батьківщиною сприяла появі перших літературних творів Толстого, і навіяні вони були саме спогадами про щасливе дитинство на Стародубщині.
Перші літературні спроби Толстого, написані у 1839—1843 рр., наслідували великою мірою фантастичні оповідання Антонія Погорільського, і не даремно друком вони виходили під псевдонімом «Краснорозький», і таким чином, так само як і псевдонім Погорільського, натякували читачеві на «літературну вітчизну» автора — село Красний Ріг. Так само, як і Антоній Погорільський, Толстой переносить ті події, які відбуваються у його перших творах (оповіданнях «Сім'я вурдалака» й «Упир») у далекі від Стародубщини краї — Москву, Італію та Сербію, хоча фантастичні мотиви цих оповідань безперечно мають своє походження саме від стародубських народних легенд та переказів, подібних, наприклад, до тих, які послужили матеріалом для створення поеми «Відьмак» іншим стародубським українським письменником, Іваном Бороздною. Та якщо «Сім'я вурдалака» є лише звичайним «готичним» оповіданням, що були дуже поширені того часу в європейській літературі, то «Упир» Толстого має вже принципове громадсько-національне значення, і містить у собі ті мотиви, які згодом стануть загальними у творчості письменника. Головний герой цього твору має у Толстого українське прізвище Рибаренко. Він приїхав до Москви після подорожі Європою, і не може знайти собі місця серед російської аристократичної еліти цього міста. Він бачить навколо себе лише одних «упирів», які п'ють його кров і скорочують життя. Не маючи сил боротися з цими «упирями», Рибаренко вкорочує собі віку, кидаючись вниз із дзвіниці Івана Великого у Кремлі. Таким чином у цьому оповіданні Толстой розвинув далі ідею Антонія Погорільського про культурну «подвійність» освіченого українця у Російській імперії, якому національний європейський менталітет заважає відчувати себе «своїм» серед російського суспільства з іншою ментальністю. Слід додати, що хоча дія оповідання відбувається нібито у Москві, описи дворянських домів, що містяться у творі, вельми нагадують своїм виглядом ті гетьманські палаци Розумовського на Стародубщині, які добре були відомі Олексію Толстому під час його подорожей рідним краєм — у містечку Баклані, Почепі та у Красному Розі.
Ідея Антонія Погорільського про те, що освічений українець, відірваний від рідного національного коріння, неминуче деградує та духовно гине, знайшла відображення у невеличкому творі молодого Толстого «Артемій Семенович Бервенковський», де з м'яким українським гумором показана сумна доля українського «Манилова» зі Стародубщини. А в природознавчому нарисі «Вовчий приймак», Олексій Толстой прямо підкреслює, що подія відбувається у «Чернігівській губернії, Мглинського повіту, в селі Красний Ріг». Так, і вдалині від Вітчизни, Олексій Толстой ніколи не забував про неї.
До 1840-х років належать і перші поетичні твори Олексія Толстого — балади та вірші, більша частина з яких присвячена саме Стародубщині. У них Олексій Толстой захоплюється чарівним світом сіверської народної творчості, оспівує її природу, згадує героїчну історію рідного краю князівських та козацьких часів, показує себе справжнім патріотом рідної землі. І якщо у найраннішою (за часом написання) баладі «Вовки» Толстой лише повторює мотиви народних легенд, то у подальших творах оригінальний світогляд і власний погляд на історію, тонкий ліризм і увага до подробиць стають характерними рисами поетичної творчості письменника. Так у поезії «По греблі нерівній та тряській…» поет з відчутною любов'ю змальовує звичайне життя свого рідного села, за яким він, без всякого сумніву, вельми сумує, вдалечині від батьківщини. Цей вірш до вінця наповнений місцевим стародубським колоритом і світлою тугою за далекою Вітчизною. Поезія написана російською мовою, але скрізь у автора прориваються місцеві українські особливості сіверського діалекту.
В іншій поезії, «Ти знаєш край, де все багатством дише…», Толстой спочатку розгортає перед читачем мальовничу картину краси сіверської землі, пише про хутори у вишневих гаях, про стада волів серед стародубського лісостепу, про парубків і сліпого Грицька, що співає пісні про козацькі часи. А далі поет нібито вдивляється пильніше в оцю землю, і раптом розуміє, що саме тут, по цих битих шляхах, кілька століть тому рухались орди Батия, а потім українські козаки воювали тут за незалежність рідного краю. Схиляється за небокрай сонечко, і серед «сивої пари», що підіймається з боліт «над сплячою Україною», поет бачить тіні героїв козацької доби — Сагайдачного, Мазепи, Палія, Кочубея. У первинній редакції цього вірша Толстой згадував і свого прадіда, «чесного гетьмана» Кирила Розумовського, але в остаточному варіанті ці рядки викреслив, аби не привносити до епічної картини минулого життя якихось особистих мотивів. В результаті в поезії залишилася лише згадка про зруйнований батуринський палац над «сумними водами» Сейму, і таким чином вірш закінчується жалісливими спогадами про ту Україну, якої вже нема внаслідок імперської політики Росії, і до якої хоча б у мріях прагне «потрапити душею» сам поет.
Ідея зруйнованого гетьманського палацу, як символу знищеної ворогами України, яскраво висвітлена в поезії Олексія Толстого «Порожній будинок». Поет із сумом дивиться на занедбаний палац гетьмана Розумовського у Почепі та з обуренням згадує тих нащадків славетного гетьмана, які у «блискучій столиці» «забули рідну мову», а їхні селяни тим часом помирають з голоду на Стародубщині. Але усе даремно!

Напрасно! Все тихо средь мертвого сна, 

Сквозь окна разбитые смотрит луна, 

Сквозь окна разбитые мирно глядит 

На древние стены палат; 

Там в рамах узорчатых чинно висит 

Напудренных прадедов ряд. 

Их пыль покрывает, и червь их грызет… 

Забыли потомки свой доблестный род!
Мотивами поєднання історичних сторінок минулого і сьогодення крізь призму картин стародубської природи просякнуті й інші поезії Олексія Толстого цього періоду. У вірші «Дзвоники мої…», початок якого був покладений на музику і став відомим у 19-20 ст. ст. романсом, герой, скачучи травневим луго на коні, уявляє собі, нібито він перемістився в іншу епоху і в інше місце, та в будь-яку хвилину на нього можуть напасти войовничі кочівники. Та веселі картини весняної природи заважають його серцю думати про сумне — натомість у його уяві раптом постають величні події з часів Гетьманської України. Він бачить відважних козаків, які їдуть до Москви укладати дружній союз, а московський народ «у галасливому очікуванні» чекає з заходу цього «світлого посольства».

В кунтушах и в чекменях, 

С чубами, с усами, 

Гости едут на конях, 

Машут булавами, 

Подбочась, за строем строй 

Чинно выступает, 

Рукава их за спиной
Ветер раздувает.
У цьому вірші Олексій Толстой так і не зміг подолати імперської традиції. У цій поезії російський цар показаний як гостинний хазяїн, який щедро пригощає послів, та називає їх «своїми дітьми». І українські козаки під пером Толстого цього разу зовсім не характеризуються як державники, і таким чином в уяві автора дійсно створюється ідеалістична, але історично невірна, картина «доброї» імперії. На виправдання Толстого можна сказати лише те, що з часом, позбувшись ідеалізму молодості, він дивився на Російську імперію вже по-іншому, вважаючи її відсталою, деспотичною державою. І цей історичний прогрес у поглядах Толстого відбувався саме на Стародубщині, після того, як він назавжди переселяється сюди. А цей вірш може бути корисним для українців лише тією повагою та пошаною, з якою автор відображає в ньому українських козаків, сміливих, рішучих й упевнених у собі.
Безумовною вершиною першого періоду поетичної творчості Олексія Толстого є його балада «Курган», у якій він з неперевершеним талантом зумів показати історичну долю українського народу, нації, що мала колись велику Київську державу, але яку згодом північний сусід не лише завоював і поневолив, а й відібрав від неї навіть її власну історію. Ідею написання цієї поезії навіяли Толстому старовинні стародубські кургани. Величні картини давніх могил, насипаних, зокрема, й серед так званого «стародубського степу» невідомими народами у прадавні часи, спонукали автора задуматися над мінливою долею народів і їхніх вождів, які наївно вважають, що їх «гучне ім'я століття усі переживе», а насправді у спадок нащадкам залишаються лише їхні кургани, та ніхто вже і не згадає, хто там був похований, і чим могла уславитися ця людина. Так і в цьому випадку: жерці обіцяли людям, що скоріше курган, у якому був похований їхній вождь, зрівняється з землею, ніж загине слава про нього. І от, промайнули тисячоліття, і «народи змінили народи, обличчя змінилось землі».

Курган же с высокой главою, 

Где витязь могучий зарыт, 

Еще не сровнялся с землею, 

По-прежнему гордо стоит. 

А витязя славное имя

До наших времен не дошло… 

Кто был он? венцами какими 

Свое он украсил чело? … 

Безмолвен курган одинокий… 

Наездник державный забыт, 

И тризны в пустыне широкой 

Никто уж ему не свершит! … 

А слезы прольют разве тучи, 

Над степью плывя в небесах, 

Да ветер лишь свеет летучий 

С кургана забытого прах…

## Олексій Толстой і Тарас Шевченко

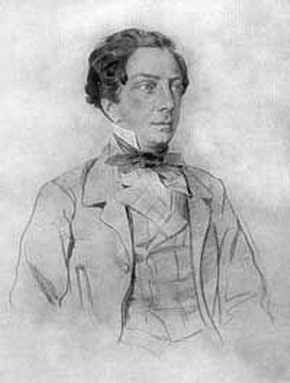
Олексій Толстой у молоді літа.

Оспівуючи у своїх поезіях українську історію й український народ, не забував Олексій Толстой і про сьогодення, про ті проблеми, які тяжили над Україною під імперським поневоленням. Перебуваючи у Москві та Петербурзі, Толстой познайомився з видатними діячами українського походження, які там мешкали: Миколою Гоголем, Миколою Костомаровим, Пантелеймоном Кулішем. З українським істориком Миколою Костомаровим Олексія Толстого пов'язували довгі роки справжньої дружби, і саме Костомаров став учителем Толстого, розповідаючи йому про те, яким було справжнє місце українського народу в історії Східної Європи.
Критичне ставлення до імперської влади стало притаманною рисою характеру Олексія Толстого. Його друг і родич, український патріот Лев Жемчужников згадував, як любив Толстой у вузькому колі потішатися над російським імператором Миколою І, якого він вважав дурним і жорстоким солдафоном. Так улюбленим оповіданням Олексія Толстого, за словами Жемчужникова, була розповідь про те, як Микола І їздив у гості до свого кузена, прусського короля. Там, у Потсдамі, російський цар зранку вирушив із візитом до кузена, у військовому мундирі та з палашем. На доріжці парку Миколу з усіх боків обступили приручені журавлі, які сподівалися на гостинець. Але «безстрашний вояка» вихопив палаш, та розпочав з журавлями нерівний бій. А через півгодини з'явився у королівському палаці з добутими трофеями, та «увінчаний новою перемогою». Це оповідання, як і безліч інших, завжди викликало дружний сміх у співрозмовників Толстого.

Але не лише сміхом боровся Олексій Толстой з імперською владою. Під час заслання Тараса Шевченка він робив усе можливе, аби допомогти українському поетові вийти на волю. Коли на початку 1850-х років від Шевченка перестали надходити вістки із заслання, Олексій Толстой двічі їздить до Оренбургу, де генерал-губернатором був його дядько Василь Перовський, та вимагає від влади дбайливішого відношення до поета. З Шевченком йому зустрітися не довелось — той був у поході з військом, але другові Кобзаря, художнику Гороновичу, який разом із Тарасом учився в Академії Мистецтв, Толстой пише з Оренбургу 1852 року: «Шевченко зовсім не помер і не убитий. У мене перед очима вид Аральського моря, зроблений ним. Він є здоровим і буде, ймовірно, скоро представлений до підвищення, через те що начальство ним задоволено». Це «задоволення начальства» було пов'язане саме з клопотаннями за Шевченка Олексія Толстого. За проханням Толстого Василь Перовський звертається навіть до ІІІ відділення, яке займалося у імперії долею політв'язнів, але імперський уряд знову залишився байдужим до долі Шевченка. Але і після цього, як згадував Лев Жемчужников:
...добрі люди, безсумнівно, продовжували думати і піклуватися про Шевченка, і до таких належав, як мені добре відомо, Олексій Толстой.
З приходом до влади Олександра ІІ Толстой прикладає ще більше зусиль для визволення з солдатчини українського пророка, і як зазначає той же Лев Жемчужников, Толстой відіграв у справі визволення Тараса не останню роль.
По смерті імператора Миколи Павловича багато сприяв визволенню Шевченка граф Олексій Толстой, про що ніхто не знав.
— пише він. Так любов'ю до України з'єдналися долі Великого Кобзаря та правнука гетьмана Розумовського, який своєю Вітчизною вважав Стародубську землю. А наслідком поїздки Олексія Толстого до Оренбургу став іще й вірш «Колодники», у якому символом імперської Росії стали важкі кайдани на тілах в'язнів, що «дорогу (на каторгу) метуть та метуть».

## Олексій Толстой у Красному Розі

Церква гетьмана Розумовського у Красному Розі.

Після смерті Миколи І, новий імператор, Олександр ІІ, згадавши дитячу дружбу з Олексієм Толстим, призначує його флігель-ад'ютантом, а потім єгермейстером царського двора. Але державна служба не до вподоби правнуку гетьмана Розумовського, і вже 17 квітня 1858 року Олексій Толстой добивається відставки, та вирішує присвятити все своє подальше життя літературі та рідній Стародубщині. З цього часу маєток прадіда Красний Ріг знову приймає його до себе. Тут він проводить свої найкращі роки та створює свої найбільші твори. Сюди він запрошує на зустріч своїх найкращих друзів, та називає Стародубщину своєю справжньою Вітчизною. «Край, якого не побачиш у Петербурзі», — пише Толстой про Красний Ріг у листі до Болеслава Маркевича. А в листі поетові Якову Полонському просто захоплюється: «Якби ви знали, яка це пишність влітку і осінню! Ліси довкруги на 50 верст і більш, балки і лощини такі красиві, яких я ніде не бачив, а восени, особливо в цю осінь, не виїжджаєш із золота та пурпуру». І навіть так, дещо іронічно: «Якщо Париж коштує обідні, то Красний Ріг зі своїми лісами і ведмедями коштує всіх Наполеонів, як би їх не пронумерували».
Мешкаючи на Стародубщині, Олексій Толстой уважно займається сіверською історією — вивчає давні рукописи, які зберігалися ще тоді по численних бібліотеках стародубської козацької старшини, постійно консультується у своїх листах з визначним українським науковцем Миколою Костомаровим, який і тепер залишається для Толстого головним авторитетом з усіх історичних питань. Запрошуючи Костомарова до себе в гості, у Красний Ріг, Олексій Толстой так пише йому, стилем давніх українських літописів: «Не малое иму вождехеление захватити тя и силою повлекти тя во Северскую землю, в ней же пребывание имам. Не лепо ли бяше во Северскую землю внедриться ти, егда бы на малое время, абы очесы видети своими землю, ю же не раз и не два повествованиями описаши?». Старожили Красного Рогу згадували, що Толстим навіть була написана історія власного села, яка, на жаль, до нашого часу не збереглася. Взагалі ж Толстой завжди уважно пильнував та допомагав краснорізьким селянам, особливо після ліквідації кріпацтва у Росії 1861 року, коли місцеві селяни отримали свободу, та не отримали землю, яка надовго ще залишалася у руках поміщиків. Олексій Толстой дозволяв краснорізьцям пасти худобу на власних полях, допомагав їм ліками, коли вони хворіли, відкрив у селі школу, де селянські діти вчилися безкоштовно. Іноді Толстой сам працював у сільській кузні, та міг з великим захопленням, годинами, розповідати гостям про своїх земляків, наприклад про кучера Івана Рекуненка, який долав відстань у 20 верст від Красного Рогу до Почепу за 40 хвилин. Недаремно в одному з своїх листів Олексій Толстой так написав про селян Красного Рогу: «Ми з ними добрі друзі».
Турбувала Толстого й трагічна доля стародубського селянства, яке з заможного населення часів Гетьманщини перетворилося бажанням царського уряду на збіднілу, вічно голодну масу. Так у листі від 7 лютого 1869 року Толстой писав: «Голод навколо загальний, у багатьох селах з голоду помирають. Дивитися на те, що твориться — жахливо». Особливо жахливо було те, що Толстой чудово розумів, що подолати голод у бюрократичній імперській державі годі було й думати.

## Протиставлення європейської Київської Русі азійській Русі Московській в творчості Олексія Толстого

Пам'ятник Олексію Толстому у Красному Розі.

Єдину можливість боротися з бюрократичним свавіллям російського уряду надавала Олексію Толстому літературна творчість. Сатиричні та історичні поезії Толстого цього періоду викликають велике незадоволення царського уряду, а деякі його твори навіть забороняються до друку. Знаходячись під величезним впливом історичних думок та ідей Миколи Костомарова щодо постійного історичного конфлікту поміж демократичною Україною та деспотичною Росією, Олексій Толстой створює власну історичну концепцію, згідно з якою Київська Русь у його очах була справжньою європейською демократичною державою, з народним, вічовим способом управління, а Московська Русь та Російська імперія завдяки тривалому татарському пануванню, назавжди загубила свій зв'язок із Європою та давнім Києвом, перетворившись на справжню азійську деспотію. Ця азійська ментальність, на думку Толстого, є притаманною і сучасному йому російському суспільству, і викоренити її у Російській державі аж ніяк не можливо, настільки глибоко вкоренилася вона в душі росіян. Опрацьовував Толстой свою історичну концепцію у численних творах, які пише впродовж 60-70 років 19-го ст., аж до власної смерті.
Низка історичних балад, створених Толстим цього часу, підкреслює його ідею про державну та духовну спорідненість Київської Русі з Європою, ту спорідненість, яка була цілком забута та загублена у Московській Русі та Росії. Сюжети, які Толстой черпав у давньоукраїнській історії, стали основою таких його історичних балад, як «Пісня про Гаральда та Ярославну», «Три побоїща», «Пісня про похід Володимира на Корсунь», «Гакон Сліпий», «Роман Галицький», «Ругевіт», «Канут» та деяких інших. Але найбільш виразно ідея про те, що культурно та духовно Московська Русь та Російська імперія аж ніяк не можуть бути спадкоємницями Київської Русі, а є спадкоємницями татарської Золотої Орди, і цей тягар тяжітиме над Російською державою мабуть довічно, була висловлена Олексієм Толстим у двох його баладах — «Змій Тугарин» та «Потік-богатир», де, узявши за основу сюжети народних билин, що були записані дослідниками у землях слов'ян-поморів на півночі Росії, автор спромігся показати увесь той бруд та гидоту, який ховається у середині державного механізму Російської імперії, за її блискучим фасадом, яким російські владарі намагаються засліпити очі іноземним дипломатам.
Події у баладі «Змій Тугарин» розгортаються у княжому Києві, на бенкеті у князя Володимира Великого. До столиці України-Русі прибуває посол з азійського Сходу, Змій Тугарин, який віщує українському князеві про те, як шляхетні звичаї Київської Русі, такі як «честь — безцінний скарб», та «народне віче», де «вершиться їх суд», заміняться незабаром владою монгольського хана, і «честь, государи, заменит вам кнут, а вече — каганская воля!». І хоча з часом Москва зуміє скинути з себе татарське ярмо, але рабські, холопські звичаї та жорстока деспотична влада залишаться головними рисами Російської держави ще надовго. Вустами Змія Тугарина Олексій Толстой виставляє страшний діагноз російському народові:
…И время придет,

Уступит наш хан христианам,

И снова подымется русский народ,

И землю единый из вас соберет,

Но сам же над ней станет ханом!

И в тереме будет сидеть он своем,

Подобен кумиру средь храма,

И будет он спины вам бить батожьем,

А вы ему стукать да стукать челом -

Ой срама, ой горького срама!
І далі:

…Обычай вы наш переймете, 

На честь вы поруху научитесь класть, 

И вот, наглотавшись татарщины всласть, 

Вы Русью ее назовете! 

И с честной поссоритесь вы стариной, 

И, предкам великим на сором, 

Не слушая голоса крови родной, 

Вы скажете: «Станем к варягам спиной, 

Лицом повернемся к обдорам!»
У цьому протипоставленні «варягів» (європейців) та «обдорів» (диких азійських народів з півночі Російської імперії) й полягає головна ідея цього твору Олексія Толстого, ідея того, що розбещена монгольським деспотизмом російська влада ніколи вже духовно та політично не повернеться по-справжньому до демократичного Заходу, до своїх предків русинів з Київської Русі, а швидше вже «повернеться обличчям» до диких, але близьких їй за духом, «обдорам», та й рідний російський народ намагатиметься перетворити ця влада у таких собі покірливих та «диких розумом» обдорів. А от князь Володимир, за думкою Олексія Толстого, уособлює у собі якраз найкращі риси українського (або за термінологією наших давніх літописів «руського») народу, з його демократизмом, європейськістю, волелюбністю та спрагою до прогресу. Ось такими словами відповідає Володимир Великий ординському послу:
Вишь, выдумал нам

Каким угрожать он позором! 

Чтоб мы от Тугарина приняли срам! 

Чтоб спины подставили мы батогам! 

Чтоб мы повернулись к обдорам! 

Нет, шутишь! Живет наша русская Русь! 

Татарской нам Руси не надо! … 

Подайте ж мне чару большую мою, 

Ту чару, добытую в сече, 

Добытую с ханом хозарским в бою,- 

За русский обычай до дна ее пью, 

За древнее русское вече!
Ще яскравіше думка Олексія Толстого про те, що сучасна йому Російська держава веде свій родовід від Золотої Орди, а не від Русі Київської, була висловлена ним в іншій баладі, «Потік-богатир», де протиставлення демократичного Києва деспотичній Москві та Петербургу набуло ще більшого літературного втілення. Розпочинається ця балада так само бенкетом у князя Володимира, де головний її герой, богатир Потік, засинає, та пробуджується лише через п'ятсот років, у царській Москві. Тут він бачить російського царя, який мордує та винищує свій власний народ, а цей народ за це кланяється йому в ноги, та називає «рідним батьком» та «земним богом». Потоку, що вихований був у вільному та демократичному Києві, це все здається дивним та незрозумілим, і він не може втямити, як вільний та волелюбний народ зміг перетворитися на рабів та холуїв. Гострою та їдкою сатирою батожить Олексій Толстой ментальність російського суспільства:
Едет царь на коне, в зипуне из парчи, 

А кругом с топорами идут палачи,- 

Его милость сбираются тешить, 

Там кого-то рубить или вешать. 

И во гневе за меч ухватился Поток: 

«Что за хан на Руси своеволит?» 

Но вдруг слышит слова: «То земной едет бог, 

То отец наш казнить нас изволит!» 

И на улице, сколько там было толпы, 

Воеводы, бояре, монахи, попы, 

Мужики, старики и старухи -

Все пред ним повалились на брюхи. 

Удивляется притче Поток молодой: 

«Если князь он, иль царь напоследок, 

Что ж метут они землю пред ним бородой? 

Мы честили князей, но не эдак! 

Да и полно, уж вправду ли я на Руси? 

От земного нас бога Господь упаси! 

Нам Писанием велено строго

Признавать лишь небесного Бога!» 

И пытает у встречного он молодца: 

«Где здесь, дядя, сбирается вече?» 

Но на том от испугу не видно лица: 

«Чур меня,- говорит,- человече!» 

И пустился бежать от Потока бегом…
А здивований Потік засинає ще на триста років, та просинається вже у імперському Петербурзі, сучасному для Олексія Толстого. Тут автор, чи не першим у Російській імперії, виказує дивовижну проникливість у майбутнє російського народу, бо твердить, що саме оця рабська покірливість росіян, що змушувала їх свого часу називати «рідним батьком» свого ката, призвела у другій половині 19-го ст. до великого поширення у російському суспільстві революційних ідей, але на відміну від Європи, звідки ці ідеї і ширилися на Росію, росіяни чекали на революцію не для того, аби встановити рівноправ'я та демократію у своїй країні, а для того, щоб на місце одного ідола — царя, наставити ідола іншого, та знову «мести перед ним землю бородою». Так замість культу царя поступово затверджується у Росії новий культ — «мужика», і Олексій Толстой ще на початку 70-х років 19-го ст. вірно помітив цю хибну тенденцію російського суспільства. А киянин Потік для Толстого став тим каталізатором, який показує, що від Київської Русі ці тенденції у Російську імперію піти не могли, що Русі-Україні з її демократичним устроєм зовсім не рідною була деспотична-бюрократична імперія, яка будь-яким чином намагалася прибрати до себе всю славу чужої для себе Київської Русі.
И подумал Поток: «Уж, господь борони, 

Не проснулся ли слишком я рано? 

Ведь вчера еще, лежа на брюхе, они

Обожали московского хана, 

А сегодня велят мужика обожать! 

Мне сдается, такая потребность лежать

То пред тем, то пред этим на брюхе

На вчерашнем основана духе!» …

И что видеть и слышать ему довелось: 

И тот суд, и о боге ученье, 

И в сиянье мужик, и девицы без кос -

Все приводит его к заключенью: 

«Много разных бывает на свете чудес! 

Я не знаю, что значит какой-то прогресс, 

Но до здравого русского веча

Вам еще, государи, далече!» 

И так сделалось гадко и тошно ему, 

Что он наземь как сноп упадает

И под слово прогресс, как в чаду и дыму, 

Лет на двести еще засыпает. 

Пробужденья его мы теперь подождем; 

Что, проснувшись, увидит, о том и споем, 

А покудова он не проспится, 

Наудачу нам петь не годится.
Пророцьке розуміння Олексієм Толстим того більшовицького майбутнього, яке чекає на Росію через п'ятдесят років, виявилося ще у двох його баладах — «Пантелій-цілитель» та «Травневою веселою порою…», поезіях, що були написані тоді, коли майбутнього вождя «світового пролетаріату» Володимира Ульянова-Леніна ще навіть не було на світі (перша балада), або він знаходився ще у колисці (балада друга). Основою для балади «Пантелій-цілитель» стала народна пісня, з якою, як згадував потім Пантелеймон Куліш, ознайомив Толстого свого часу Микола Гоголь. Олексій Толстой переробив народний сюжет, змалювавши у баладі святого Пантелеймона, який збирає у полях цілющі трави для лікування хворих. Його ліки допомагають усім людям, крім тих, що «лечением всяким гнушаются». «Все, кричат они, надо похерити!».
И приемы у них дубоватые

И ученье-то их грязноватое, 

И на этих людей, 

Государь Пантелей, 

Палки ты не жалей, 

Суковатыя!
У баладі «Травневою веселою порою…» Толстой змалював образ російських революціонерів, що бажають зруйнувати весь світ, аби набудувати на всіх полях свинарників, а солов'їв знищити «за даремність». Закінчує він цей вірш, написаний у червні 1871 року, знов таки пророцькими словами:
Служите ж делу, струны! 

Уймите праздный ропот! 

Российская коммуна, 

Прими мой первый опыт!
Взагалі ж сатиричний талант Олексія Толстого призводив до того, що ті його твори, які були заборонені до друку імперською цензурою, ширилися по імперії у численних списках, переписаними від руки, та приносили Толстому славу неперевершеного сатирика Російської імперії. Й до кінця свого життя правнук гетьмана Розумовського рішуче реагував на будь яку спробу російської влади або російського суспільства розпочати новий наступ на європейські демократичні принципи або на невід'ємні права поневолених народів імперії. Так у своїй сатиричній «Історії держави Російської від Гостомисла до Тімашева» Толстой у віршованій формі змальовує бюрократичний лад російської державності, який не змінюється впродовж багатьох століть, а у не менш сатиричній «Пісні про Каткова, про Черкаського, про Самаріна, про Маркевича та про арапів» розвінчує великодержавних російських шовіністів, які нав'язують суспільству думку, що у Російській імперії живуть переважно одні «росіяни», а якщо б російські імперіалісти надумалися б завоювати й Африку, то почали би й негрів фарбувати у білий колір, намагаючись довести світові, що це також «русскіє».

## «Культурна подвійність». Ставлення до Росії
Та сама «культурна подвійність» освіченого українця в Російській імперії, яку вперше висвітлив у літературній творчості дядько Толстого Антоній Погорільський, мала неабияку силу й над самим Толстим, який так і не спромігся цілком позбавитися від неї, до кінця життя хитаючись поміж прищепленою з дитинства імперською освітою «російськістю» та українством. Проте про відмінність української (західноруської) ментальності від російської, Толстой продовжував натякувати за будь-якої нагоди. Так у своїй великій драмі «Смерть Івана Грозного» він знову протиставляє український та російський характер у сцені розмови російського царя з послом від Речі Посполитої Гарабурдою, українським шляхтичем. Іван Грозний та Гарабурда мають різні уявлення про порядність та честь — для українського шляхтича моральні принципи є єдиними для всіх, від царя до звичайного селянина, а російському деспоту здається, що він має право стояти вище моралі, адже він «помазаник Божий», а всі інші його холопи. Гарабурда та Іван Грозний ніколи не зможуть порозумітися, адже вони є представниками двох різних культур — європейської та азійської, і поміж ними стіна, яку вони не в силах подолати, вважав Олексій Толстой. У своїх зауваженнях до акторів, які повинні були брати участь у цій п'єсі, Толстой писав, що Гарабурда є типовим українцем, і актор, який буде зображати його у спектаклі, повинен розмовляти з українським акцентом, аби глядачі драми відразу ж зрозуміли, звідки він походить родом. В іншій історичній п'єсі Олексія Толстого «Цар Федір Іванович», український сюжет відсутній, але головна думка цього твору про те, що деспотичною державою не зможе керувати добрий цар, адже він зруйнує цю державу зсередини, є дуже актуальною і в наші часи (недаремно після років заборони драми, саме нею відкрився перший сезон Московського Художнього Театру 1898 року, коли імперією керував слабохарактерний Микола ІІ, що так само привів цю імперію до загибелі).

Уважно вивчаючи історію Київської Русі, Москви та імперії Олексій Толстой приходить до висновку, що «холопська ментальність», яка створилася в Московській Русі після монголо-татарської навали є характерною рисою для всіх державних утворень на теренах тогочасної Росії. Навіть вічовий Новгород не зміг уникнути від цієї долі. У листі до Б. М. Маркевича Толстой писав: «Після деякого вивчення я знайшов, що тодішні новгородці були справжніми свинями і не заслуговували ні на що інше, як потрапити у пащу до Москви, абсолютно так само, як Рим потрапив у пащу Цезаря». Й чим мудріше ставав Толстой, тим краще він розумів, що сучасна йому Росія також приречена на постійне внутрішнє рабство та холопство, а можновладці завжди використовуватимуть це безвілля власного народу задля своїх ганебних цілей. «Російська нація зараз мало що коштує, — писав він в одному з листів, — російське дворянство — повне ніщо, російське духівництво — каналії, менша братія — каналії, чиновники — каналії …», й далі:
|  | «у нас уряд кращий, ніж ми заслуговуємо, бо ми настільки монголи і туранці, наскільки це взагалі можливо. Ганьба нам! Це ми ще хочемо обернутися спиною до Європи! Це ми проголошуємо нові порядки і сміємо говорити про гнилий Захід!». |

В останні роки свого життя Олексій Толстой підбиває гіркий підсумок:
|  | «Якби перед моїм народженням Господь Бог сказав мені: “Графе! обирайте народ, серед якого ви хочете народитися!” - я б відповів йому: “Ваша величність, скрізь, де вам буде бажано, аби лише не в Росії!”. Мені вистачить сміливості признатися в цьому. Я не пишаюся тим, що я росіянин, я підкоряюся цьому становищу». |

Ось такого висновку дійшов Олексій Толстой на своєму важкому шляху до справжнього українства.

## Останні дні

Усипальниця Олексія Толстого у Красному Розі.

Від середини 60-х років ХІХ ст., колись богатирське здоров'я Олексія Толстого (а він розгинав підкови і згортав пальцями гвинтоподібно зубці виделок), похитнулося. Борючись із важким болем, він все частіше вирушає в подорожі на природу, по рідних стародубських лісах, нібито прощаючись зі своєю батьківщиною. А 28 вересня (10 жовтня за н. ст.) 1875 року Олексія Толстого не стало. Поховали його в рідному Красному Розі, у невеличкій усипальниці-каплиці, поруч із прадідівською церквою гетьмана Розумовського. Толстой дуже полюбляв це місце, а одного разу так написав про нього: «Сьогодні субота, і музика дзвонів у нашій церкві зливається із співом соловейків та вивільги… Навколо ніщо не мовчить, усе співає і все радіє весні, я сам ось-ось готовий заспівати». Маєток Толстого Красний Ріг і нині залишається тим місцем, куди постійно приїжджають його земляки та гості з України, аби вшанувати пам'ять великого правнука славного українського гетьмана.